# تلمبه ماشالله عزیز
تلمبه ماشالله عزیز یک منطقهٔ مسکونی در ایران است که در دهستان راین واقع شده‌است.